# Phycoerythrin

Die chromophore Gruppe von Phycoerythrin, namens Phycoerythrobilin

Phycoerythrin ist ein bei Cyanobacteria (Blaualgen) und Rotalgen vorkommendes rotes akzessorisches Pigment der Photosynthese. Es besteht aus einem Proteinkomplex, der eine chromophore Gruppe trägt, die Kupfer als Zentralatom koordiniert. Phycoerythrin gehört zusammen mit dem Phycocyanin zu den Phycobiliproteinen. Sein Absorptionsspektrum zeigt Absorptionsmaxima bei Wellenlängen von 496 nm, 529 bis 534 nm und 555 nm. Phycobiline absorbieren Lichtquanten von Wellenlängen, bei denen Chlorophyll keine Absorption aufweist. Phycoerythrin leitet die Energie auf dem Umweg über Phycocyanin an das Chlorophyll weiter. Dabei ist die Quanteneffizienz der Phycobiline sogar höher als die des Chlorophylls.
Bei Rhodomonas besteht der Komplex aus einem Tetramer aus 2 von 4 verschiedenen α-Einheiten und 2 identischen β-Einheiten.
Algen und Cyanobacterien, die dieses Pigment besitzen (z. B. Planktothrix rubescens), können den Schwachlichtbereich in der Tiefe von Gewässern nutzen, wo nur das kurzwelligere blaue Licht in ausreichender Intensität vorkommt.
Bestimmte Formen von Phycoerythrin werden in der biologischen und biomedizinischen Forschung in verschiedenen Labormethoden als Fluoreszenzfarbstoff genutzt. Zu diesen Methoden zählen beispielsweise die Durchflusszytometrie und die Immunfluoreszenz.